# Axelle Mollaret
Axelle Gachet-Mollaret, née le 3 septembre 1992 à Annecy (Haute-Savoie), est une championne française de ski-alpinisme et de trail.

## Biographie
Native d'Annecy, c'est à l'âge de 11 ans qu'Axelle Mollaret découvre le ski-alpinisme en accompagnant ses parents pratiquants de sports de plein air. 4 ans plus tard, elle fait ses débuts dans la discipline. À cette époque, elle admire les italiennes Francesca Martinelli et Roberta Pedranzini multiples vainqueures de la Pierra Menta.
Concernant sa scolarité, après avoir réalisé ses études secondaires dans sa ville d'origine, la Rhônalpine poursuit son cursus à Grenoble où elle décroche un diplôme de kinésithérapeute. Elle exerce ensuite ce métier à Beaufort de 2014 à 2022.
Axelle a participé pour la première fois aux championnats du monde à Grandvalira en Andorre du 1er mars 2010 au 6 mars 2010 dans la catégorie Junior. De 2013 en 2016, elle est dans la catégorie Espoir de l'équipe de France de ski-alpinisme. C'est en 2016 qu'elle remporte pour la première fois la Pierra Menta aux côtés de Laetitia Roux. En 2018, sur les pentes de l'Etna, Axelle devient triple championne d'Europe (individuelle, verticale et combiné).
En juillet 2021, le CIO inclut lors de sa 138e session le ski-alpinisme au programme des Jeux olympiques d'hiver de 2026. Ainsi est créé en 2022 un statut professionnel au moyen d'une armée de champions liée au ministère des Armées que la Beaufortaine adopte, cessant ainsi son activité de kinésithérapeute. Par la suite, déçue des épreuves choisies qui ne sont pas ses favorites, elle renonçe à participer aux JO.
En été, elle pratique le trail.

## Palmarès

### Résumé Classement en coupe du Monde

#### Différents classements en coupe du monde
| Année/Classement | Général | Inidividuelle | Inidividuelle                | Vertical Race | Vertical Race | Sprint | Sprint             | Longue distance | Longue distance | Relay mixte | Relay mixte |  |
| ---------------- | ------- | ------------- | ---------------------------- | ------------- | ------------- | ------ | ------------------ | --------------- | --------------- | ----------- | ----------- |  |
| Année/Classement | Général | Class.        | Courses                      | Class.        | Courses       | Class. | Courses            | Class.          | Courses         | Class.      | Courses     |  |
| 2020-2021        | 1re     | 1re           | 1re, 1re, 2e, 1re            | 1re           | 1re, 1re, 1er |        | 15e, 15e, 14e, 18e |                 |                 |             |             |  |
| 2021-2022        | 2e      | 1re           | 1re, 1re, 1re, 1re, 1re, 1re | 1re           | 1re, 2e, 1re  | 25e    | 13e, 7e            |                 |                 |             |             |  |
| 2022-2023        |         |               | 1re                          |               |               |        | 12e, 27e           |                 |                 |             |             |  |

### 2010

#### Championnats du monde de ski-alpinisme
- 2010 à Canillo, Andorre
  - 4e Verticale Race Junior
  -  3e Course Individuelle Junior : Premier podium international d'Axelle

#### Championnats de France de ski-alpinisme
- 2010 : championne de France Junior

### 2011

#### Championnats du monde de ski-alpinisme
- 2011 à Claut, Italie
  -  Championne du Monde Junior de la course individuelle
  -  Championne du Monde Junior de la vertical Race
  -  Championne du Monde Junior du sprint

### 2012

#### Championnats d'Europe de ski-alpinisme
- 2012 :
  -  Championne d'Europe Junior de la vertical race
  -  Vice-championne d'Europe Junior de la course individuelle
  -  Championne d'Europe Junior du sprint

### 2013
- Pierra Menta 2013 :  Deuxième avec  Elena Nicolini
- Adamello Ski Raid 2013 :  Deuxième (avec  Jennifer Fiechter)

#### Championnats du monde de ski-alpinisme
- 2013 à Pelvoux, France

Course individuelle, médaille d'argent  - " Vertical race ", 7e - Course par équipe, médaille d'or , Relais, médaille d'or 

#### Championnats de France de ski-alpinisme
- -  1re Espoir et  2e Vice championne de France Senior de Individuel à Arêches, le 5 janvier 2013
  -   Championne de France Senior de Vertical Race (VR) à Courchevel (le 2 février 2013)

#### Coupe du monde
1re étape à Ahrntal, Dolomites, Italie, 1re Espoir en VR et individuel, 2e étape, 1re Espoir en individuel,*

### 2014
- Pierra Menta 2014 :  Deuxième avec  Émilie Gex-Fabry
- Tour du Rutor 2014 :  Troisième (avec  Jennifer Fiechter)

#### Championnats d'Europe de ski-alpinisme
- 2014 : à Font Blanca, Andorre
  -  1re Espoir et  3e Senior de la course individuelle des championnats d'Europe
  -  1re Championne d'Europe Espoir de la vertical race (et 6e Senior)

#### Championnats de France de ski-alpinisme
- -  1re Espoir et  2e Vice Championne de France Senior de Vertical Race à PIPAY - Les 7 Laux (FRA), le 21 décembre 2013
  -  1re Espoir et  Vice championne de France de Individuel à Oz en Oisans, le 11 janvier 2014

### 2015
- Pierra Menta 2015 :  Deuxième avec  Emelie Forsberg
- Trophée Mezzalama 2015 :  Vainqueur (avec  Emelie Forsberg et  Jennifer Fiechter)
- Adamello Ski Raid 2015 :  Deuxième (avec  Emelie Forsberg)

#### Championnats du monde de ski-alpinisme
- 2015, Verbier (Suisse) du 6 au 12 février
  - samedi 7 verticale, Axelle médaille d'or  Espoir et 4e du scratch femme.
  - lundi 9 individuelle, Axelle médaille de bronze  et médaille d'or  (en Espoir)
  - mercredi 11 course par équipe (2 personnes par équipe), Axelle et Laëtitia Roux médaille d'or 
  - jeudi 12 relai (3 personnes dans les relais femmes), Axelle médaille d'or  dans l'équipe de France emmenée par Laëtitia Roux

#### Championnats de France de ski-alpinisme
- -  championne de France de la course individuelle à Doucy (Valmorel) Savoie (le 22 mars 2015)
  -  2e Senior et championne de France Espoir de Vertical Race (VR) à Méribel, le 3 janvier 2015
  -  3e Senior et  1re Espoir en sprint. le 17 janvier 2015 à Chamonix,

#### Coupe du monde
1re étape à Puy-Saint-Vincent, Hautes-Alpes, France. Trois épreuves :
samedi 10 janvier 2015, course individuelle, dimanche 11 janvier 2015 sprint, lundi 12 janvier 2015, verticale. Axelle 1re des trois courses en catégorie Espoir. Dans la catégorie Senior, 2e en individuelle, 5e en sprint, 3e en verticale.
2e étape en Andorre, Axelle 2e en course individuelle, 3e en " Vertical race "
3e étape à Prato Nevoso, " Vertical race " 3e (1re Espoir) derrière Laetitia Roux et Laura Ogué, Course individuelle, 3e (1re Espoir) derrière Laetitia Roux et Emelie Forsberg. Sprint, 11e (3e Espoir)
Classements coupe du monde 2015 définitifs pour les épreuves individuelles : - 2e en Individuelle (1re Espoir)- 3e en Verticale (1re Espoir)- 9e en Sprint (2e Espoir).

#### Compétitions d'été
- 3e au Cross du Mont-Blanc 23 km (samedi 27 juin)
- 1re au Nid d'Aigle 19 km (dimanche 19 juillet)
- 1re au trail Frison Roche 33 km (samedi 1er août)
- 1re et record battu au km vertical du Mirantin
- 1re et record battu à la montée de la Sambuy (29 août)
- 1re et record battu à la verticale du Grand Serre (5 septembre)
- 1re (et record pas battu de 30") aux KM de Chando (Suisse) (26 septembre)

### 2016
- Pierra Menta 2016 :  Vainqueur avec Laetitia Roux
- Tour du Rutor 2016 :  Vainqueur (avec Laetitia Roux), premières aux trois étapes.

#### Championnats de France de ski-alpinisme
- -  Championne de France Senior de Vertical Race à PIPAY - Les 7 Laux (FRA) 16 décembre 2015

#### Coupe du monde
étape de Prato Nevoso, " Vertical race ", 1re Laetitia Roux. Course individuelle, , 1re Jennifer Fiechter (Laetitia Roux pénalisée). Sprint, 11e.

#### Compétitions d'été
- 3e Championnats de France de course en montagne Saint-Priest (29 mai)
- 21e Championnats d'Europe de course en montagne Arco (Italie) (2 juillet)
- 2e Montée des pavés de Praz-de-Lys Taninges (Hte-Savoie) (31 juillet)
- 19e Championnats du monde de course en montagne, équipe de France
- 5e Sapareva Banya (Bulgarie) (11 septembre)

### 2017
- Pierra Menta 2017 :  Troisième avec Lorna Bonnel
- Trophée Mezzalama 2017 :   Deuxième (avec  Katia Tomatis et  Alba De Silvestro)
- Adamello Ski Raid 2017 :  Vainqueur (avec   Jennifer Fiechter)

Grande course : 3e du classement grande course 2017, (3e à la Pierra Menta avec Lorna Bonnel, victoire à l'Adamello avec Jennifer Fiechter, 2e à la Mezzalama avec Alba de Silvestro et Katia Tomatis)

#### Championnats du monde de ski-alpinisme
- 2017 à Tambre, Dolomites, Italie,
  -  3e Course individuelle, samedi 25 février
  -  1re Victoire de la Course par équipes, dimanche 26 février, avec Lorna BONNEL, à Alpago/Plancavallo, Italie,
  -  3e  Verticale Race, le mercredi 1er mars,
  -  1re Victoire du Relai, le jeudi 2 mars, avec Laetitia Roux et Valentine Fabre.
  -  Victoire du combiné championnat du monde 2017,

#### Championnats de France de ski-alpinisme
- -  Championne de France Vertical Race à Tignes (FRA) (le 17 décembre 2016). Voir interview in fine.
  -  Vice championne de France de la course individuelle à Méribel-Mottaret (le 14 janvier 2017)

#### Coupe du monde
- -  2e Course individuelle (Andorre)
  -  2e Verticale (Andorre)
  -  2e Course individuelle à Cambre d'Aze (FRA)
  - 7e Sprint à Cambre d'Aze (FRA)
  -  1re Val d'Aran, 9 avril
  - 2e du classement combiné de la coupe du monde 2017 (1re classement vertical race, première victoire en coupe du monde, 2e classement individuel (Laetitia Roux gagne les 5 courses, Axelle est 4 fois 2e et une fois 3e), 7e classement sprint)

#### Compétitions d'été
- 2e Championnats de France de course en montagne Culoz (Ain) (4 juin)
- 7e Championnats d'Europe de course en montagne Kamnik (Slovénie) (8 juillet)
- 1re Dolomites Vertical Kilometer Canazei (Dolomites) (Italie), le (21 juillet). Record de l'épreuve battu.

### 2018
- Pierra Menta 2018 :  Vainqueur avec  Katia Tomatis
- Tour du Rutor 2018 :  Vainqueur (avec  Jennifer Fiechter), premières aux trois étapes.

#### Championnats d'Europe de ski-alpinisme
- 2018 en Sicile, Italie du 22 au 25 février 2018
  -  Championne d'Europe de la course Individuelle
  -   Championne d'Europe de la Vertical Race
  -   Championne d'Europe du combiné (individuelle, verticale et sprint)

#### Championnats de France de ski-alpinisme
- -  Championne de France Vertical Race à Sauze (le 6 janvier 2018)
  -  Vice championne de France de la course individuelle à Aussois (le 14 janvier 2018)

#### Coupe du monde
- -   à Walong, Chine, vendredi 15 décembre 2018, Verticale, Axelle médaille d'or, monde
  -  2e Course individuelle à Villars (Suisse), samedi 20 janvier 2018
  -  Victoire de la Vertical Race en Andorre
  -  Victoire de la course Individuelle à Puy-Saint-Vincent, Hautes-Alpes, France
  -  Victoire de la Vertical Race à Puy-Saint-Vincent, Hautes-Alpes, France
  -  2e Course individuelle à Madonna di Campiglio en Italie
  - 1re du classement combiné de la coupe du monde 2018 (1re classement vertical race, 1re classement individuel)

#### Compétitions d'été
- 1re à la verticale du Grand Serre à Cholonge (Isère) et nouveau record du monde de kilomètre vertical en 34 min 36 s. Le précédent record mondial était détenu par Christel Dewalle (34 min 48 s en 2014 à Fully).

### 2019

#### Championnats du monde de ski-alpinisme
- 2019 à Villars-sur-Ollon (Suisse) du 9 au 16 mars 2019
  -  Championne du monde de la course individuelle à Villars (le 12 mars 2019)

#### Championnats de France de ski-alpinisme
- Championne de France Vertical Race à Méribel (le 15 décembre 2018)
- Championne de France de la course individuelle à Aussois (le 12 janvier 2019)

#### Coupe du monde
- -   Epreuve individuelle le 02/02/19 à Dévoluy (France).
  -   Epreuve individuelle le 20/01/19 à Hochkönig Erztrophy (Autriche).

#### Compétitions d'été
- 1re à la verticale du Grand Serre. Elle améliore son record du monde en 34 min 1 s[3].

### 2020
Axelle Gachet-Mollaret remporte une victoire dès l'ouverture de la coupe du monde de ski-alpinisme.
- Individuel d'Aussois (Coupe du monde)[4]
- 17e du Sprint d'Aussois (Coupe du monde)[5]
- 3e de l'Individuel de La Massana (Coupe du monde)
- 3e de la Vertical de La Massana (Coupe du monde)

### 2021
- Pierra Menta 2021 :  3e avec  Lorna Bonnel[6].

#### Championnats de France de ski-alpinisme
- Championne de France Vertical Race à Méribel (le 9 janvier 2021)[7]
- Championne de France de la course individuelle à Aussois (le 18 janvier 2021)[8]

#### Coupe du monde
- Victoire de la Vertical Race à Ponte di Legno (Italie)[8]
- Victoire de la Vertical Race à Verbier (Suisse)[9]
- Victoire sur la course individuelle de Verbier[10]
- Victoire sur la course individuelle de Flaine[11]
- 15e du Sprint de Flaine[12]
- 2e de la course individuelle de Val Martello (Italie)[13]

#### Championnats du monde de ski-alpinisme
- Vice-championne du monde du relais féminin d'Ordino-Arcalis (Andorre)[14]

2023

## Vie privée
Axelle Mollaret est mariée, en 2018, à Xavier Gachet, également skieur alpiniste français. En août 2020, elle donne naissance à son premier enfant, un garçon prénommé Similien. En 2023, elle donne naissance à une fille, Lisa.